# Ya no (canción de Lucero)
Ya no es una canción y el segundo sencillo oficial del octavo álbum de estudio de la actriz y cantante mexicana Lucero titulado Sólo pienso en ti. El tema fue escrito por Rafael Pérez Botija y publicada bajo el sello discográfico Melody Discos a mediados del mes de agosto del año 1991.

## Antecedentes
La canción se convirtió en un éxito número uno tanto en México como en América Latina y  alcanzó el número siete en la lista Billboard Hot Latin Tracks en los Estados Unidos.
Ha estado en varios discos de grandes éxitos y versiones de sus canciones más recopilatorios y otros álbumes en vivo de la propia cantante.

## Lista de canciones

### CD - Promo[6]
| Ya No/Quién Pudiera Quererte — Single |                          |          |  |
| N.º                                   | Título                   | Duración |  |
| 1.                                    | «Ya no»                  | 3:37     |  |
| 2.                                    | «Quién pudiera quererte» | 3:32     |  |

#### Descarga digital (versión en vivo)[7]
| Ya No (En Vivo / 20y20) - Single |                           |          |  |
| N.º                              | Título                    | Duración |  |
| 1.                               | «Ya No (En Vivo / 20y20)» | 3:46     |  |

## Posiciones en las listas
| Listas                                    | Posición |
| ----------------------------------------- | -------- |
| Estados Unidos Billboard Hot Latin Tracks | 7        |
| México (Top 100)                          | 19       |